# Чжан Госян
Чжан Госян (кит. 张国祥) — пятидесятый Небесный Наставник, с 1566 года глава Школы Истинного Единства, которая возникла из древней Школы Небесных Наставников, обитал в горах Лунхушань провинции Цзянси.

## Биография
Сорок девятый небесный наставник Чжан Юнсю назначил своего племянника Чжан Госяна своим преемником по причине смерти своего сына.
Императорский двор династии Мин при императоре Лунцине (1567—1572) относился отрицательно к Школе Истинного Единого, поэтому двор лишил Чжан Госяна титула Небесного Наставника. Следующий император Ваньли (1573—1620) относился к этой школе благожелательно, и восстановил титул Чжан Госяна.
Тринадцать лет Чжан провёл в Нанкине, где он женился и стал служить императору. В 1607 по поручению императора он подготовил дополнение к даосскому канону (Даоцзан) и включил в него ряд важных сочинений, написанных непосредственно в эпоху правления Ваньли. Эти сочинения получили название Ваньли сю Даоцзан (Дополнительный даосский канон в период правления Ваньли).
В 1609 наводнение разрушило Храм Истинного Единства в комплексе Лунхушань. Император выделил средства для восстановления храма. Чжан Госян умер, не дождавшись завершения работ, в 1611 году.